# 정두리

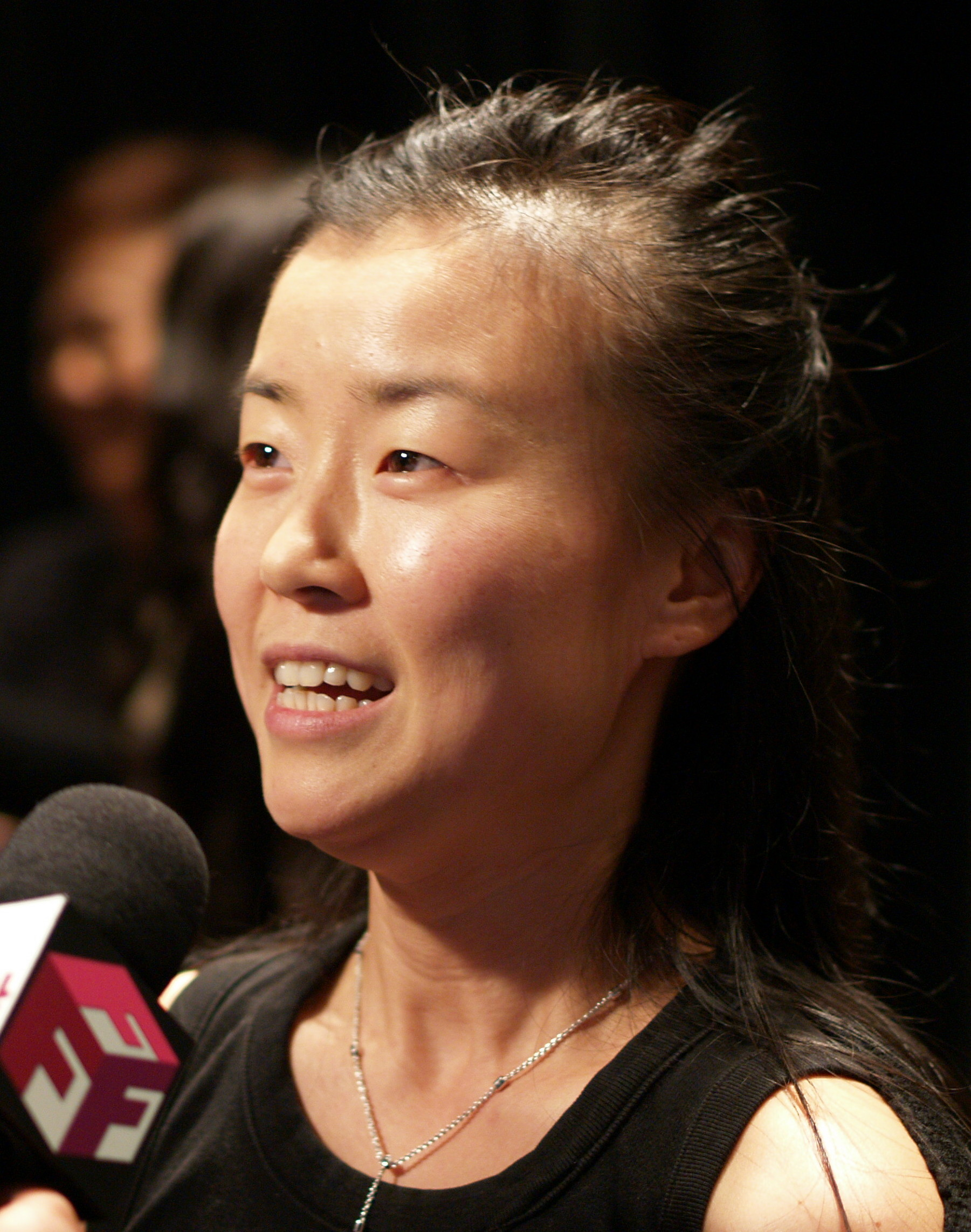
정두리

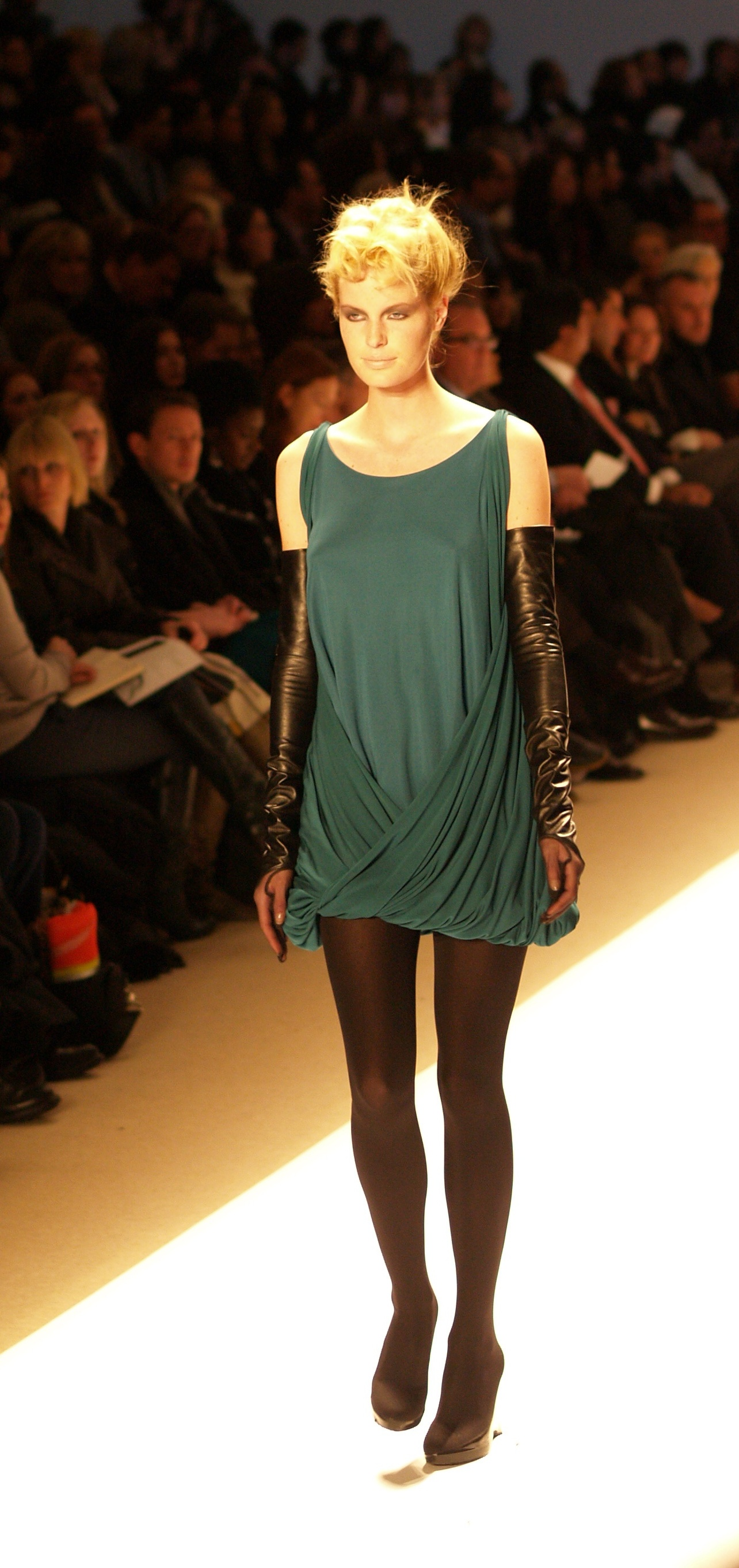
2007년 가을 뉴욕 패션 주 동안 두리 런웨이 프리젠테이션

정두리 (Doo-Ri Chung, 1973년 ~ )는 한국계 미국인 디자이너이다.

## 훈련과 작업 경험
정두리는 1995년에 미술학사 (Bachelor of Fine Arts)로 파슨스 디자인대학교를 졸업하였다.
 학위를 받은 후, 그녀는 6년 동안 제프리 빈 (Geoffrey Beene)과 작업하면서, 수석 디자이너의 자리로 올라갔다. 2001년에, 정두리는 부모님의 드라이 클리닝 사업을 기반으로 자신의 회사를 시작했다. 그 회사는 다음 4년 동안 그곳 (부모님의 회사가 있던 자리)에 남아있었다.
그녀는 독특한 드레이프 (drape)를 가지고 있는 그녀의 저지 드레스로 매우 유명해졌다. 그녀는 현재 안정적인 고객을 가지고 있기 때문에 드레스 만드는 것을 그만둘 어떤 계획도 없다고 언급한 상태이다. 정두리는 2008년 새로운 신발 라인을 소개할 예정이다.
그녀는 안 데물메스터 (Ann Demeulemeester), 마사 그레이엄, 요셉 보이스에 의해 영감을 받았다.

## 수상
2006년 미국 패션 디자니너 위원회 여성복 분야 《Emerging Talent Award for Ready-to-Wear》를 수상하였다. 이에 따른 부상으로 렉서스와 몽블랑 시계, 20만 달러의 상금을 받았다.

## 개인 삶
2006년에, 정두리는 제프 그림과 결혼하였다. 그녀와 그녀의 남편은 그들 고유의 결혼 반지를 마련했다. 쉴 때, 정두리는 여행, 요리, 영화보기, 신문 읽기를 즐긴다. 정두리가 좋아하는 행선지는 터크스 케이커스 제도와 앵귈라이다.

## 참고
1. ↑  “Parsons Alumna Wins CFDA Fashion Award”. 2006년 8월 31일에 원본 문서에서 보존된 문서. 2009년 11월 18일에 확인함.
2. ↑  Peterson, Holly (2006년 12월 26일). “From the Basement of the Dry Cleaners to the Big Time”. 《Newsweek》. 146/147 (26/1): 92–93.
3. 1 2  “Seven Dates With Kate”. 《Vogue》: 224. 2008년 1월.
4. 1 2 3  “Doo-Ri Chung”. 《Vogue》: 175. 2007년 1월.
5. ↑  Norwich, William (2007년 1월). “Talking Fashion”. 《Vogue》: 83–88.